# Aphengoecus multiserratus
Aphengoecus multiserratus là một loài bọ cánh cứng trong họ Bọ hung (Scarabaeidae).